# Geheimer Vorbehalt
Ein geheimer Vorbehalt (auch Mentalreservation oder reservatio mentalis) liegt vor, wenn derjenige, der eine Willenserklärung abgibt, insgeheim das von ihm Erklärte nicht will. Geheim ist der Vorbehalt, wenn er vor demjenigen, demgegenüber die Willenserklärung abgegeben werden soll, verheimlicht wird; unerheblich ist, ob Dritte Kenntnis davon haben.
Eine nicht ernst gemeinte Willenserklärung, die man in der Erwartung abgibt, dass sie der Erklärungsempfänger ernst nimmt, nennt man auch böser Scherz. Ein solcher geheimer Vorbehalt ist gemäß § 116 Satz 1 BGB grundsätzlich unbeachtlich, die Willenserklärung ist also wirksam und für den, der sie abgibt, bindend.
Ausnahmsweise ist die Willenserklärung jedoch nichtig, wenn der Empfänger den Vorbehalt kennt, § 116 Satz 2 BGB. Notwendig ist hierbei jedoch positive Kenntnis. Ein Kennenmüssen reicht nicht aus. Oft liegt in diesen Fällen ein Scheingeschäft vor. Dann ist nicht das Erklärte, sondern das von beiden Seiten tatsächlich Gewollte bindend vereinbart, § 117 Abs. 2 BGB. Solche Geschäfte werden mitunter in dem Bestreben geschlossen, Steuern zu sparen. Das ist allerdings riskant. Denn nach ständiger Rechtsprechung sind Willenserklärungen rechtlich nicht teilbar. Wenn die Parteien, um einen steuerrechtlichen Erfolg zu erzielen, eine bestimmte zivilrechtliche Vereinbarung treffen, können sie sich im Streitfall nicht darauf berufen, dass sie das Geschäft zivilrechtlich eigentlich so nicht gewollt haben.
Die Mentalreservation stammt aus dem kanonischen Recht. Das kirchliche Recht verwarf die Reservation als Form der Lüge als unmoralisch. Über das Pandektenrecht ging die Mentalreservation in das Bürgerliche Gesetzbuch ein.